# Giancarlo Gazzani
Giancarlo Gazzani (Roma, 1941 – Torino, 2023) è stato un compositore, arrangiatore e direttore d'orchestra italiano.

## Biografia
Gazzani ha iniziato la sua formazione musicale al Conservatorio Niccolò Paganini di Genova, diplomandosi in trombone e seguendo contemporaneamente gli studi di composizione nel 1964. Successivamente, ha perfezionato le sue competenze all'Accademia Musicale Chigiana di Siena, studiando direzione d'orchestra e concertazione d'opera sotto la guida di Hermann Scherchen e Bruno Rigacci. Ulteriori studi con Franco Ferrara e Daniele Paris hanno arricchito la sua formazione.
Tra il 1967 e il 1969, Gazzani ha lavorato come direttore d'orchestra per la RCA, occupandosi di colonne sonore. Ha diretto la prima europea della "Jazz Mass" di Lalo Schifrin al Teatro Comunale di Bologna e ha partecipato al Festival di Venezia dedicato a George Gershwin, dirigendo la propria orchestra.
Stabilitosi a Roma negli anni '70, si è dedicato alla direzione di ensemble di musica contemporanea e orchestre jazz, collaborando con artisti come Lionel Hampton, Kay Winding e Slide Hampton. Ha inoltre lavorato con l'Orchestra Ritmosinfonica della Rai in produzioni radiofoniche e televisive.
Dal 1975 al 1985 assume il ruolo di direttore e arrangiatore della Perugia Big Band, con la quale realizza un LP. Dal 1982 al 2009 insegna composizione, arrangiamento e musica d’insieme per big band nei Corsi Internazionali di Siena Jazz.
Nel corso della sua carriera accademica, Giancarlo Gazzani ha ricoperto diversi incarichi come: docente di composizione, arrangiamento e direzione per jazz e studio orchestra alla Scuola Popolare di Musica di Testaccio a Roma (1983-1986, 1997-2000) e docente di composizione per musica applicata nei Corsi di Alto Perfezionamento Musicale di Saluzzo (1994-1999).
È stato autore di musiche per commenti sonori, pubblicate dalla Fonit Cetra, e ha realizzato composizioni originali e trascrizioni per orchestra di fiati, edite da case come la Casa editrice Tito Belati e Scomegna Edizioni Musicali. Ha collaborato per molti anni con Radio Stoccarda, scrivendo orchestrazioni per Erwin Lehn.
Dal 1979, ha insegnato Esercitazioni Orchestrali nei conservatori, avviando un'intensa attività concertistica con orchestre giovanili, tra cui il Conservatorio "Egidio Romualdo Duni" di Matera (1977-1984), il Conservatorio "Niccolò Paganini" di Genova (1985-1988) e il Conservatorio "Giuseppe Verdi" di Torino (1989-2007).
Come titolare della cattedra di Esercitazioni Orchestrali e incaricato del corso di direzione d'orchestra presso il Conservatorio "Giuseppe Verdi" di Torino, ha continuato a dirigere repertori sinfonici e di jazz orchestrale in progetti come "Piemonte in Musica", l'Accademia Corale "Stefano Tempia" e SettembreMusica.
Ha collaborato frequentemente con l'Orchestra Sinfonica Nazionale della Rai, realizzando arrangiamenti per eventi come il Concerto di Natale ad Assisi e orchestrando gli inni per le Olimpiadi invernali di Torino nel 2006. Ha diretto programmi musicali come "Omaggio a Frank Sinatra" e "Cine e Jazz" per Radioscrigno.
Muore a Torino nel 2023.

## Stile e influenze
Lo stile di Gazzani è caratterizzato da una fusione di elementi jazz, classici e pop.